# 노브메타파마
주식회사 노브메타파마(영어: NovMetaPharma)는 대한민국의 대사질환 신약 개발 기업으로, 펩타이드 합성 물질 기반 대사질환(당뇨, 섬유증, 염증성질환) 관련 치료제를 개발한다.

## 역사
- 2010년 11월 4일: 법인 설립 (피엔씨메타팜)[출처 필요]
- 2015년 4월: 노브메타파마로 사명 변경[4]